# 竹内里佳
竹内 里佳（たけうち リか、1991年5月7日 - ）は、日本の女性キャスター、リポーター。
ジョイスタッフ所属。

## 人物
関西学院大学卒業。趣味･特技は語学（英語・ベトナム語）、旅行、ピアノ、ものまね。

## 出演

### 現在
- ハマナビ(TVK)（2023年4月 - ）
- FX経済研究所（日経CNBC） - アシスタント
- よじごじDays（TX） - リポーター

### 過去
- 帰ってきたいせさきまつり-届け、みんなの願い!!（GTV） - リポーター
- ぐるっと関西おひるまえ（NHK） - リポーター
- デイリーニュース～神戸・芦屋・三木～（JCOM） - キャスター
- ジモト満載!ええ街でおま!（JCOM） - ナレーション
- 歴史街道（JCOM） - リポーター
- ハッピー探偵社（RNC） - リポーター
- ニュースK（Eo光） - リポーター
- 釣りはじめます!（釣りビジョン）
- JAバンク兵庫 CM
- Rohto Vietnam 肌ラボ　CMシブ5時（NHK総合） - リポーター
- 渋谷いきいき倶楽部（渋谷のラジオ） - パーソナリティ